# Dominik Nagy
Dans le nom hongrois Nagy Dominik, le nom de famille précède le prénom, mais cet article utilise l’ordre habituel en français Dominik Nagy, où le prénom précède le nom.
Dominik Nagy, né le 8 mai 1995 à Bóly, est un footballeur international hongrois. Il évolue actuellement au poste de milieu de terrain offensif au Legia Varsovie, club de première division polonaise.

## Biographie

### En club

#### Ses débuts en Hongrie
Formé par le club hongrois du Pécsi MFC, Dominik Nagy y fait ses débuts en championnat le 8 mai 2012, à l'âge de dix-sept ans. Son équipe, promue dans l'élite lors de cette saison 2011-2012, est alors déjà assurée de se maintenir, et affronte ce jour-là le Debrecen VSC, leader du championnat. Deux semaines plus tard, il joue un deuxième match contre le Budapest Honvéd.
Peu utilisé la saison suivante, il est prêté lors du mercato hivernal au Kozármisleny SE (en) en deuxième division. Il y participe à la lutte pour la promotion dans l'élite, qui verra finalement son club échouer à la deuxième place du groupe « ouest » (seule la première place offre un ticket pour la première division), en ayant joué treize rencontres (pour onze titularisations).

#### Gagne ses premiers titres avec Ferencváros
De retour de prêt à l'été 2013, il est transféré quelques semaines plus tard au Ferencváros, club le plus titré du pays. Dans la capitale, il joue tout d'abord avec l'équipe réserve, pensionnaire de troisième division, avant de faire quelques apparitions dans le groupe professionnel en fin de saison et de disputer une rencontre de Coupe de la Ligne (demi-finale contre Diósgyőri).
Lors de la saison suivante, Dominik Nagy est intégré petit à petit à l'équipe première, via notamment la Coupe de la Ligue, compétition au long format (treize matchs joués au maximum par le vainqueur) et utilisée par les équipes pour donner du temps de jeu à leurs jeunes joueurs. Nagy y joue à dix reprises et y inscrit trois buts, dont deux en demi-finale aller face à Honvéd. Cependant, il ne participera pas à la finale gagnée par son équipe, comme c'est aussi le cas en Coupe de Hongrie (trois matchs joués pour deux buts). En championnat, il prend part à dix rencontres (cinq titularisations).

#### Parcours avec le Legia Varsovie
Le 7 janvier 2017, il rejoint le club polonais du Legia Varsovie.

### En équipe nationale
Avec les moins de 19 ans, il participe au championnat d'Europe des moins de 19 ans en 2014. Lors de cette compétition, il joue trois matchs, avec une seule victoire, contre l'équipe d'Israël.
Avec les moins de 20 ans, il participe à la Coupe du monde des moins de 20 ans 2015 organisée en Nouvelle-Zélande. Il joue quatre matchs lors de cette compétition, avec une seule victoire, contre la Corée du Nord. La Hongrie s'incline en huitièmes de finale face à la Serbie après prolongation.
Avec les espoirs hongrois, il inscrit un but contre le Portugal en octobre 2016, lors des éliminatoires de l'Euro espoirs 2017. Il est également capitaine lors d'un match amical disputé face au Liechtenstein en septembre 2016.
En novembre 2016, il reçoit sa première convocation pour la sélection hongroise à l'occasion de matchs amicaux contre Andorre et la Suède. Le 15 novembre, il joue son premier match international avec les A contre les Suédois, à la Groupama Aréna de Budapest, l'antre de son club du Ferencváros. Il y remplace à la 78e minute Gergő Lovrencsics.
Le 15 octobre 2018, il inscrit son premier but avec la sélection hongroise, contre l'Estonie, à l'occasion d'un match de Ligue des nations (score : 3-3).

## Statistiques
| Saison                | Club                  | Championnat           | Championnat | Championnat | Coupe(s) nationale(s) | Coupe(s) nationale(s) | Supercoupe | Supercoupe | Compétition(s) continentale(s) | Compétition(s) continentale(s) | Compétition(s) continentale(s) | Hongrie | Hongrie | Total | Total |
| Saison                | Club                  | Division              | M.          | B.          | M.                    | B.                    | M.         | B.         | Comp.                          | M.                             | B.                             | M.      | B.      | M.    | B.    |
| 2011-2012             | Pécsi MFC             | NB I.                 | 2           | 0           | 0                     | 0                     | -          | -          | -                              | -                              | -                              | -       | -       | 2     | 0     |
| 2012-2013             | Pécsi MFC             | NB I.                 | 1           | 0           | 4                     | 0                     | -          | -          | -                              | -                              | -                              | -       | -       | 5     | 0     |
| 2012-2013             | Kozármisleny (prêt)   | NB II.                | 13          | 1           | -                     | -                     | -          | -          | -                              | -                              | -                              | -       | -       | 13    | 1     |
| Sous-total            | Sous-total            | Sous-total            | 16          | 1           | 4                     | 0                     | -          | -          | -                              | -                              | -                              | -       | -       | 20    | 1     |
| 2013-2014             | Ferencváros           | NB I.                 | 0           | 0           | 1                     | 0                     | -          | -          | -                              | -                              | -                              | -       | -       | 1     | 0     |
| 2014-2015             | Ferencváros           | NB I.                 | 10          | 1           | 13                    | 5                     | -          | -          | -                              | -                              | -                              | -       | -       | 23    | 6     |
| Sous-total            | Sous-total            | Sous-total            | 10          | 1           | 14                    | 5                     | -          | -          | -                              | -                              | -                              | -       | -       | 24    | 6     |
| 2016-2017             | Legia Varsovie        | Ekstraklasa           | 12          | 4           | 0                     | 0                     | -          | -          | C3                             | 0                              | 0                              | 1       | 0       | 13    | 4     |
| 2017-2018             | Legia Varsovie        | Ekstraklasa           | 9           | 1           | 2                     | 1                     | 1          | 0          | C1+C3                          | 5                              | 1                              | 0       | 0       | 17    | 3     |
| 2018-2019             | Legia Varsovie        | Ekstraklasa           | 18          | 4           | 2                     | 0                     | 1          | 0          | C1+C3                          | 4                              | 0                              | 3       | 1       | 28    | 5     |
| Sous-total            | Sous-total            | Sous-total            | 39          | 9           | 4                     | 1                     | 2          | 0          | -                              | 9                              | 1                              | 4       | 1       | 58    | 12    |
| Total sur la carrière | Total sur la carrière | Total sur la carrière | 65          | 11          | 22                    | 6                     | 2          | 0          | -                              | 9                              | 1                              | 4       | 1       | 102   | 19    |

## Palmarès
- Champion de Hongrie en 2016 avec le Ferencváros
- Vice-champion de Hongrie en 2015 et 2018 avec le Ferencváros
- Champion de Pologne en 2017 et 2018 avec le Legia Varsovie
- Vainqueur de la Supercoupe de Hongrie en 2015 avec le Ferencváros
- Finaliste de la Supercoupe de Pologne en 2017 et 2018 avec le Legia Varsovie